# Ctenus holmi
Ctenus holmi este o specie de păianjeni din genul Ctenus, familia Ctenidae, descrisă de Benoit, 1978.
Este endemică în Kenya. Conform Catalogue of Life specia Ctenus holmi nu are subspecii cunoscute.